# City (Strapping Young Lad)
City è il secondo album in studio del gruppo musicale canadese Strapping Young Lad, pubblicato l'11 febbraio 1997 dalla Century Media Records.

## Edizioni
L'album è stato ristampato nel 2007 con l'aggiunta di tracce bonus.

## Tracce
1. Velvet Kevorkian – 1:17
2. All Hail the New Flesh – 5:24
3. Oh My Fucking God – 3:35
4. Detox – 5:37
5. Home Nucleonics – 2:31
6. AAA – 5:22
7. Underneath the Waves – 3:40
8. Room 429 – 5:21 – Cop Shoot Cop cover
9. Spirituality – 6:35

Traccia bonus edizione giapponese
1. Centipede – 7:51

Tracce bonus ristampa
1. Centipede – 7:51
2. Home Nucleonics ('96 Demo) – 3:02
3. Headrhoid (Gunt Demo) – 1:38
4. Detox ('96 Demo) – 5:48
5. AAA ('96 Demo) – 5:22

## Formazione
- Devy Metal - voce, chitarra, tastiere
- Gene Hoglan - batteria
- Jed Simon - chitarra
- Byron Stroud - basso